# Џон Ларокет
Џон Бернард Ларокет (енгл. John Bernard Larroquette; Њу Орлеанс, Луизијана, 25. новембар 1947) амерички је филмски, позоришни и телевизијски глумац, најпознатији по улогама Дена Филдинга у серији Ноћни суд и Мајка Мекбрајда у Мекбрајду.
Најпознатији је по главним улогама у НБЦ-јевим војним драмским серијама Baa Baa Black Sheep (1976–1978), НБЦ-јевом ситкому Ноћни суд (1984–1992; за које је добио четири узастопне награде Еми за најбољег споредног глумца у хумористичкој серији), серијал НБЦ-ја Џон Ларокет Шоу (1993–1996), правна драмска серија Давид Е. Келија Адвокатура (1997-2002), АБЦ правничка комедијска-драмска серија Бостонски адвокати (2004–2008) и ТНТ серијала Библиотекари (2014–2018).
На филму је дебитовао тако што је пружио уводну нарацију хорор филма Тексашки масакр моторном тестером (1974), након чега се појавио у филмовима као што су Војничине (1981), Зона сумрака: Филм (1983), Звездане стазе III: Потрага за Споком (1984), Meatballs Part II (1984), Састанак на слепо (1987), Богати Ричи (1994) и мистери серијал на каналу Холмарк Мекбрајд (2005–2008).